# Romain Valadier-Picard
Romain Valadier-Picard, né le 20 juillet 2002 à Paris, est un judoka français évoluant dans la catégorie des moins de 60 kg. En 2025 durant les championnats du monde Romain gagne la médaille d’argent.

## Carrière
Romain Valadier-Picard est champion de France cadets dans la catégorie des moins de 46 kg en 2017 ainsi que dans la catégorie des moins de 50 kg en 2019 puis champion de France juniors en 2020 dans la catégorie des moins de 55 kg.
Il est médaillé d'or aux Championnats d'Europe cadets 2019 à Varsovie dans la catégorie des moins de 50 kg et médaillé d'argent aux Championnats du monde cadets 2019 à Almaty dans la catégorie des moins de 50 kg. Dans la catégorie des moins de 60 kg, il est médaillé de bronze aux Championnats d'Europe juniors 2020 à Porec, champion d'Europe juniors en 2021 à Luxembourg, et médaillé de bronze aux Championnats du monde juniors 2021 à Olbia et 2022 à Guayaquil.
Il remporte aux Championnats d'Europe de judo 2023 à Montpellier la médaille de bronze dans la catégorie des moins de 60 kg.
En juin 2025, il remporte la médaille d'argent aux championnats du monde de judo à Budapest, dans la catégorie des moins de 60 kg.

## Palmarès

### Compétitions internationales
| Année | Compétition           | Lieu        | Résultat | Catégorie      |
| ----- | --------------------- | ----------- | -------- | -------------- |
| 2023  | Championnats d'Europe | Montpellier | 3e       | Moins de 60 kg |
| 2025  | Championnats du monde | Budapest    | 2e       | Moins de 60 kg |

| Année | Compétition  | Lieu  | Résultat | Catégorie      |
| ----- | ------------ | ----- | -------- | -------------- |
| 2025  | Grand Chelem | Paris | 1er      | Moins de 60 kg |